# Castanopsis jianfenglingensis
Castanopsis jianfenglingensis är en bokväxtart som beskrevs av Duanmu. Castanopsis jianfenglingensis ingår i släktet Castanopsis och familjen bokväxter.
Artens utbredningsområde är Hainan (Kina). Inga underarter finns listade.